# Lac Ariamacina
Le Lac Ariamacina (en italien : Lago Ariamacina) est un lac de barrage situé près des communes de Serra Pedace et Spezzano Piccolo, sur le plateau de Sila dans la province de Cosenza  en Calabre.  La retenue d'eau alimente les turbines d'une centrale hydroélectrique.